# Music☆Twinkle
『Music☆Twinkle』（ミュージック・トゥインクル）は東北放送（TBC）ラジオで毎週日曜日に放送していたラジオ番組。「30代から50代の大人のための音楽番組」を標榜し、1980年代以前のフォークソングやニューミュージック・歌謡曲を中心としてリスナーからのリクエストに応える番組である。2010年3月までは毎週土曜日に放送されていた。放送曜日変更を機にタイトルも『Sunday Music☆Twinkle』（サンデー・ミュージック・トゥインクル）と変更されたが、基本的な番組内容は同一のため『Music☆Twinkle』としてまとめて記述する。
ここでは前身番組である『Let Hit Be』（レット・ヒット・ビー）についても記述する。

## 歴史
1990年代にプロ野球・ナイターのオフシーズンに放送されていた『TBC夜の音楽スタジアム』内の番組『ニューミュージックキラリ』が起源である。この番組でDJを務めていたのが東北放送アナウンサー（当時）の福井弘文だった。
2000年10月より放送の『Let Hit Be』（土曜15:00 - 18:00放送、番組末期は土曜15:00 - 17:45放送）で福井はこの番組の制作（ディレクター担当、2001年3月まではDJを担当）に携わった。なお、『Let Hit Be』では「懐かしいが新しい」を合言葉にテーマを1960年代から1980年代の曲と設定し、演歌や洋楽のリクエストにも分け隔てなく応えた。
2002年10月 - 2003年3月までは、上記の『Let Hit Be』とは別に、福井がDJを担当する番組『ミュージック・キラリ！』が録音放送されていた。
2003年10月、『Let Hit Be』の終了に伴い『Music☆Twinkle』がスタートした。
福井が2006年夏に病気療養のため3ヶ月ほど番組を休んでいた間は菅原克彦（元北海道放送アナウンサー）が代役を務めた。菅原は前述の『Let Hit Be』では福井の後任として番組の2代目DJを務めていた。
2005年4月に『TBCイーグルスベースボール』開始に伴い、番組開始時間が不定期となる。
それまでは一貫して福井のみの出演による番組であったが、2009年10月より大久保悠と林朝子が新たにアシスタント（交互に隔週で登場）として加わる。
2010年4月に大久保と林が番組を降板し、はすみ奈緒が番組アシスタントとして加わる。同時に放送曜日も毎週日曜の放送となり、2010年4月11日より番組タイトルも『Sunday Music☆Twinkle』と変更された。
2013年3月24日の放送をもって番組終了となった。

## 出演者
放送終了時
- 福井弘文（DJ：TBCディレクター）
- はすみ奈緒（アシスタント：2010年4月 - )

### 過去の出演者
- 大久保悠（アシスタント：TBCアナウンサー、2009年10月 - 2010年3月、隔週）
- 林朝子（アシスタント：TBCアナウンサー、2009年10月 - 2010年3月、隔週）

## 放送時間
- 日曜13:00 - 17:00（基本時間）

プロ野球シーズン中は『TBCパワフルベースボール』終了後より放送される。
中央競馬GI開催日はデーゲームが行われている場合でも一度15:00でプロ野球中継を切ってこの番組を放送し、16時以降も試合が続いている場合は再び野球中継へと戻す。またプロ野球の試合開始が14:00の場合、『ミュージックギフト〜音楽・地球号』が13時台に繰り上がる関係でナイター終了後から18:00までの放送になることがある。

### 過去の放送時間
- 土曜15:00 - 17:45（基本時間）（2003年10月 - 2006年3月）
- 土曜15:00 - 17:25（基本時間）（2006年4月 - 2010年3月）
- 日曜13:00 - 17:00（基本時間）（2010年4月 - 2011年3月）
- 日曜13:00 - 17:30（基本時間）（2011年4月 - 2011年9月）

土曜時代のプロ野球シーズン中は『TBCイーグルスベースボール』終了後より放送（なお、『恵子のいーぐする民謡』が13:30から放送の場合は17:45まで放送、プロ野球中継の延長により番組が休止する場合もある）。
日曜時代は野球が長時間化し聴取率週間にも拘らず放送ができずプレゼント発表が番組内できなかった（福井曰く「無理矢理時間をもらった」と述べ当日なんとか発表を行った）経緯もあってか2011年度春改編で唯一放送時間が拡大した。
日曜時代のナイターオフ期でもTBCラジオウォークやロードレース（全国都道府県対抗男子駅伝）中継などで短縮を余儀なくされているケースがある。
- 土曜18:00 - 19:00（第2部）

2008年4月より別枠『Music☆Twinkle第2部』が設けられた。ナイター中継の場合は第2部は休止、またデーゲームの試合展開により18時以降も試合が続行されている場合は第2部の枠内で試合中継を行う場合もあった。
2008年ナイターシーズンは18:00 - 20:00、2008年ナイターオフシーズンは19:00 - 20:00に放送された。
2009年ナイターシーズンは18:00 - 19:00に放送されたが、2009年ナイターオフシーズンには放送されなかった。
- また、楽天イーグルス戦が14:00開始予定で雨で中止の場合、雨傘番組として14:00 - 15:00に『Rainy☆Twinkle』（レイニー・トゥインクル）が放送された（楽天イーグルス戦が13:00開始予定の場合は設定されない）。

## コーナー
- 捜し物は何ですか

歌詞のフレーズや歌手名などを手掛かりに福井がその作品を見つけ出すコーナー。毎週2曲を紹介している。
コーナーのテーマ曲は井上陽水の『夢の中へ』。
- ミュージックニュートン

新作を紹介するコーナー。不定期に行われる。
- わがままリクエスト

1人のリスナーのリクエストで構成するコーナー。リスナー本人も電話でコーナーに登場し、曲紹介や曲にまつわる話題を提供する場合がある。リクエストは3曲程度でコーナーに長い時間を取るため、行われるのは野球中継がない場合の不定期。
- 今週のキラリスト

不定期に行われるゲストコーナー。仙台にキャンペーンやコンサートで訪れた歌手にインタビューする。
- サンデー競馬実況中継 （15:15 - 15:55（冬期は15:15 - 15:50）、ラジオNIKKEIよりネット受け）

このコーナーは楽天イーグルス戦の中継があっても中断して放送する。2010年より日曜デーゲーム内で放送される競馬中継の編成が見直され、日曜はGIレースがないときは基本的に放送せず野球中継を続行し、GIレースがあるときは前年までと同様に15時台は中断扱いとなった。
- 河北新報ニュース（14:00、15:00）
- 天気予報（15:05）
- 交通情報（14:05、15:08、16:05、16:50）
- 交通指導取締情報（15:10）

### 過去のコーナー
- 今週の一押し（林・大久保の担当コーナー、2009年10月～2010年3月まで）

## その他
- 番組では古い曲を流すため昔のアナログ・レコード盤しかリリースされていない曲も多く、福井自らがレコード盤からCDに落とす作業を行っている（TBC広報番組『こちらTBCです』より）。また、アナログ盤を直接掛ける場合もあり、その際は福井が「レコード盤で曲を流すのでノイズが入ることがあります」と事前に断っている。東北放送のレコード室に当該曲のレコードが所蔵されていない場合は、福井が自身のアナログ盤のコレクションからレコードを持参してリクエストに対応している。